# Ruunasaari (ö i Norra Savolax, Varkaus, lat 62,59, long 27,76)
Ruunasaari är en ö i Finland. Den ligger i sjön Kallavesi och i sjön Kallavesi och i  kommunen Leppävirta i den ekonomiska regionen  Varkaus ekonomiska region  och landskapet Norra Savolax, i den centrala delen av landet, 300 km nordost om huvudstaden Helsingfors. Öns area är 7 hektar och dess största längd är 0,5 kilometer i sydöst-nordvästlig riktning.